# سرخ‌درد
سرخ‌درد (انگلیسی: Erythromelalgia) نوعی بیماری است که در آن پاها و گاه دست‌ها دچار اتساع در رگ‌های مجاور پوست و درد سوزناک همراه با بالا رفتن دما و سرخی می‌شوند.